# Hässelby villastad
Hässelby villastad – dzielnica (stadsdel) Sztokholmu, położona w jego zachodniej części (Västerort) i wchodząca w skład stadsdelsområde Hässelby-Vällingby. Graniczy z dzielnicami Hässelby strand, Hässelby gård, Vinsta i Kälvesta oraz z gminą Järfälla i przez jezioro Melar z gminą Ekerö.
Hässelby villastad jest najbardziej wysuniętą na zachód i największą pod względem powierzchni dzielnicą (stadsdel) Sztokholmu.
Według danych opublikowanych przez gminę Sztokholm, 31 grudnia 2020 r. Hässelby villastad liczyło 18 852 mieszkańców. Powierzchnia dzielnicy wynosi łącznie 11,27 km², z czego 3,64 km² stanowią wody jeziora Melar.